# Distrito de Sitamarhi
Sitamarhi (en bihari; सीतामढी जिला) es un distrito de India en el estado de Bihar. Código ISO: IN.BR.ST.
Comprende una superficie de 2 199 km².
El centro administrativo es la ciudad de Sitamarhi.

## Demografía
Según censo 2011 contaba con una población total de 3 419 622 habitantes.